# بيتر جيمس نيفن سنكلير
بيتر جيمس نيفن سنكلير (بالإنجليزية: Peter J. N. Sinclair)‏ هو اقتصادي بريطاني، ولد في 18 سبتمبر 1946.